# 苇子沟街道 (葫芦岛市)
苇子沟街道，是中华人民共和国辽宁省葫芦岛市南票区下辖的一个乡镇级行政单位。

## 行政区划
苇子沟街道下辖以下地区：
石场社区。